# コマルカ・ダ・テーラ・デ・メリーデ
コマルカ・ダ・テーラ・デ・メリーデ（Comarca da Terra de Melide）はガリシア州ア・コルーニャ県のコマルカで、同県の南東部に位置する。
メリーデ、サンティソ、ソブラード、トケスの4自治体によって構成される。
北から西が大西洋に面している。隣接するコマルカは、北がコマルカ・デ・ベタンソスと、東がコマルカ・ダ・テーラ・チャ、コマルカ・デ・ルーゴ、コマルカ・ダ・ウジョーア（3コマルカともルーゴ県）、南がコマルカ・デ・デサ（ポンテベドラ県）、西がコマルカ・デ・アルスーアとなっている。
面積は367.2km²で、2010年の人口は13,294人（2009年：13,427人、2007年：13,709人）。コマルカの中心となっている地区は自治体メリーデのメリーデ教区内のメリーデ地区。カスティーリャ語による表記はComarca de Tierra de Mellid（コマルカ・デ・ティエラ・デ・メジッド）。

## 地理
| コマルカ・ダ・テーラ・デ・メリーデの構成自治体（2010年） |            |             |                    |
| 自治体                                                   | 人口（人） | 面積（km²） | 人口密度（人/km²） |
| メリーデ                                                 | 7,838      | 101.3       | 77.4               |
| サンティソ                                               | 1,930      | 67.4        | 28.6               |
| ソブラード                                               | 2,139      | 120.6       | 17.7               |
| トケス                                                   | 1,387      | 77.9        | 17.8               |
| 計                                                       | 13,294     | 367.2       | 36.2               |
| 出典: INE（スペイン国立統計局）、IGE（ガリシア統計局）   |            |             |                    |